# Henry Beaumont (Ritter)
Sir Henry Beaumont of Wednesbury (* um 1438; † 16. November 1471) war ein englischer Ritter.

## Leben
Henry Beaumont war ein Sohn von Henry Beaumont und Joan Heronville.
Beaumont kämpfte während der Rosenkriege bei der Schlacht von Blore Heath (1459), bei Barnet und Tewkesbury (1471) auf Seiten des Hauses York.
Im Anschluss an die siegreiche Schlacht von Tewkesbury erhielt Henry Beaumont durch Eduard IV. den Ritterschlag als Knight Bachelor.
Anfang 1471 hatte Beaumont das Amt des Sheriff von Staffordshire inne.

## Ehe und Nachkommen
Henry Beaumont war mit Eleanor, Tochter des John Sutton, 1. Baron Dudley, verheiratet. Das Paar hatte drei Kinder:
- Constance ⚭ John Mitton[8][1]
- John[8][2]
- James[8]